# 台中市公車657路
台中市公車657路目前自大甲高工行駛經致用高中、大甲高中、大甲車站、大甲區公所、大甲國中、順天國中、大安國中、日南車站、幼獅工業區、西岐到建興。本路線大部分行駛於東西七路、如意路。

## 歷史
- 2018年9月27日：通車。[1][2]
- 2019年2月15日：增設「西岐里9鄰」及「西岐里10鄰」兩站。[3]
- 2019年4月1日：增設「南北七路31巷口」，並將「大甲火車站」及「日南火車站」分別更名為「大甲車站（中山路）」、「日南車站」。[4]
- 2019年10月15日：調整發車時刻，並增設「大甲停二停車場」。[5][6]
- 2019年11月1日：增停「五里牌（順帆路）」、「順帆路15巷口」、「巨大公司」、「西岐里活動中心」。[7]

## 路線基本資料
全程行車里數約23.3公里，全程行車時間約45-50分鐘。往建興方向共64站，往大甲高工方向共65站。
自大甲高工起，沿（大甲區）開元路、甲后路五段335巷、甲東路、水源路、中山路、文武路、三民路、育英路、經國路(往南)、大安港路、（大安區）大安港路、南北七路、東西七路二段、（大甲區）東西七路一段、經國路(往北)、北堤東路、中山路二段(往北)、慈德路、經國路(往北)、中山路二段(往北)、幼二路、青年路、中山路二段(往南)、順帆路、如意路到建興。

## 時刻表
- 時刻表僅供參考，請以台中客運網站公告為準。

| 台中市公車657路線時刻列表 | 台中市公車657路線時刻列表 | 台中市公車657路線時刻列表 | 台中市公車657路線時刻列表 |
| ------------------------- | ------------------------- | ------------------------- | ------------------------- |
| 大甲高工開時刻            | 大甲高工開備註            | 建興開時刻                | 建興開備註                |
| 06:00                     | -                         | 06:20                     | -                         |
| 07:40                     | -                         | 07:00                     | -                         |
| 08:10                     | -                         | 09:10                     | -                         |
| 10:10                     | -                         | 11:30                     | -                         |
| 12:30                     | -                         | 13:30                     | -                         |
| 15:00                     | -                         | 15:00                     | -                         |
| 16:00                     | -                         | 16:00                     | -                         |
| 17:05                     | -                         | 17:00                     | -                         |
| 18:00                     | -                         | 18:25                     | -                         |

## 收費
- 依里程計費，刷電子票證10公里免費。
- 里程計費說明：
  - 基本里程：10公里。
  - 基本里程票價全票20元、半票11元。
  - 超過基本里程（10公里）計費方式：
    - 全票=[2.431 x 搭乘里程數x (1+5%營業稅)] （四捨五入）
    - 半票=[2.431 x 搭乘里程數x (1+5%營業稅)] x 50% （四捨五入）

  - 兒童、老人、身心障礙者及其陪伴者依規定半票收費。

## 停站
參見右側站牌路線圖。